# Jānis Līvens
Jānis Līvens (russisch Ян Ливен; * 16. Mai 1884 in Riga; † unbekannt) war ein lettischer Radrennfahrer.

## Sportliche Laufbahn
Līvens nahm an den Olympischen Sommerspielen 1912 in Stockholm für Russland teil. Bei den Spielen schied er beim Sieg von Rudolph Lewis im olympischen Einzelzeitfahren aus. Die russische Mannschaft kam nicht in die Mannschaftswertung. Er startete für den Verein 2. RRB Riga.